# Pasta (televíziós sorozat)
A Pasta 2010-ben bemutatott dél-koreai televíziós sorozat, melyet Magyarországon 2013. március 18-tól az m2 csatorna vetített. A főszereplője egy fiatal nő, aki minden áron neves szakáccsá akar válni.

## Történet
Szo Jugjong (서유경, Seo Yoo-kyung) három évet töltött a La Sfera étteremben konyháslányként, és nagyon örül, amikor végre előléptetik szakácsnak. Csakhogy nem sokáig örülhet, a főnök ugyanis kirúgja az olasz főszakácsot és felveszi a helyére Cshö Hjonukot (최현욱, Choi Hyun-wookot), az Olaszországban tanult kiváló koreai séfet. A férfi egy rossz élménytől vezérelve úgy véli, a nőknek semmi keresnivalója egy professzionális konyhán, és azzal kezdi az új munkáját, hogy ilyen-olyan ürüggyel sorban kirúgja a konyhán dolgozó lányokat, Jugjongot (Yoo-kyungot) is beleértve, akivel pedig korábban még az utcán összefutva ismerkedett meg, és segített neki hazacipelni a szatyrait, sőt még randira is hívta a lányt, akinek fogalma sem volt arról, hogy leendő főnökével beszél.

## Szereplők
- Szo Jugjong (서유경, Seo Yoo-kyung): Kong Hjodzsin (Gong Hyo-jin); édesapjának kínai étterme volt. Három éve dolgozik a La Sfera étteremben és arról álmodozik, hogy egy nap séf lehet belőle.
- Cshö Hjonuk (최현욱, Choi Hyun-wook): I Szongjun (Lee Sun-kyun); egy olasz étteremben tanult és kiváló séf lett. Elvállaja a La Sfera főszakácsi posztját, de ki nem állhatja a női szakácsokat.
- O Szejong (오세영, Oh Sae-young): I Hani (Lee Ha-nui); ünnepelt televíziós sztárszakácsnő, aki egykor Hjonuk (Hyun-wook) kedvese volt.
- Kim Szan (김산, Kim San): Alex Chu; az étterem tulajdonosa, ezt a tényt azonban jól rejtegeti mindenki elől.
- Kum Szokho (금석호, Geum Seok-ho): I Hjongcshol (이형철, Lee Hyung-chul)
- Szon Udok (선우덕, Sunwoo Deok): Cshö Dzsinhjok (최진혁, Choi Jin-hyuk)
- Csong Honam (정호남, Jung Ho-nam): Cso Szanggi (조상기, Jo Sang-gi)
- Philip: No Minu (노민우, Noh Min-woo)

## Galéria

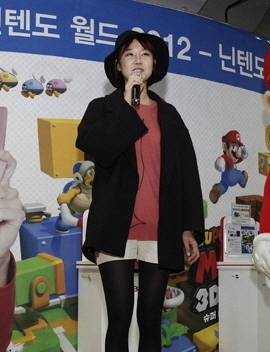
Kong Hjodzsin (Gong Hyo-jin)
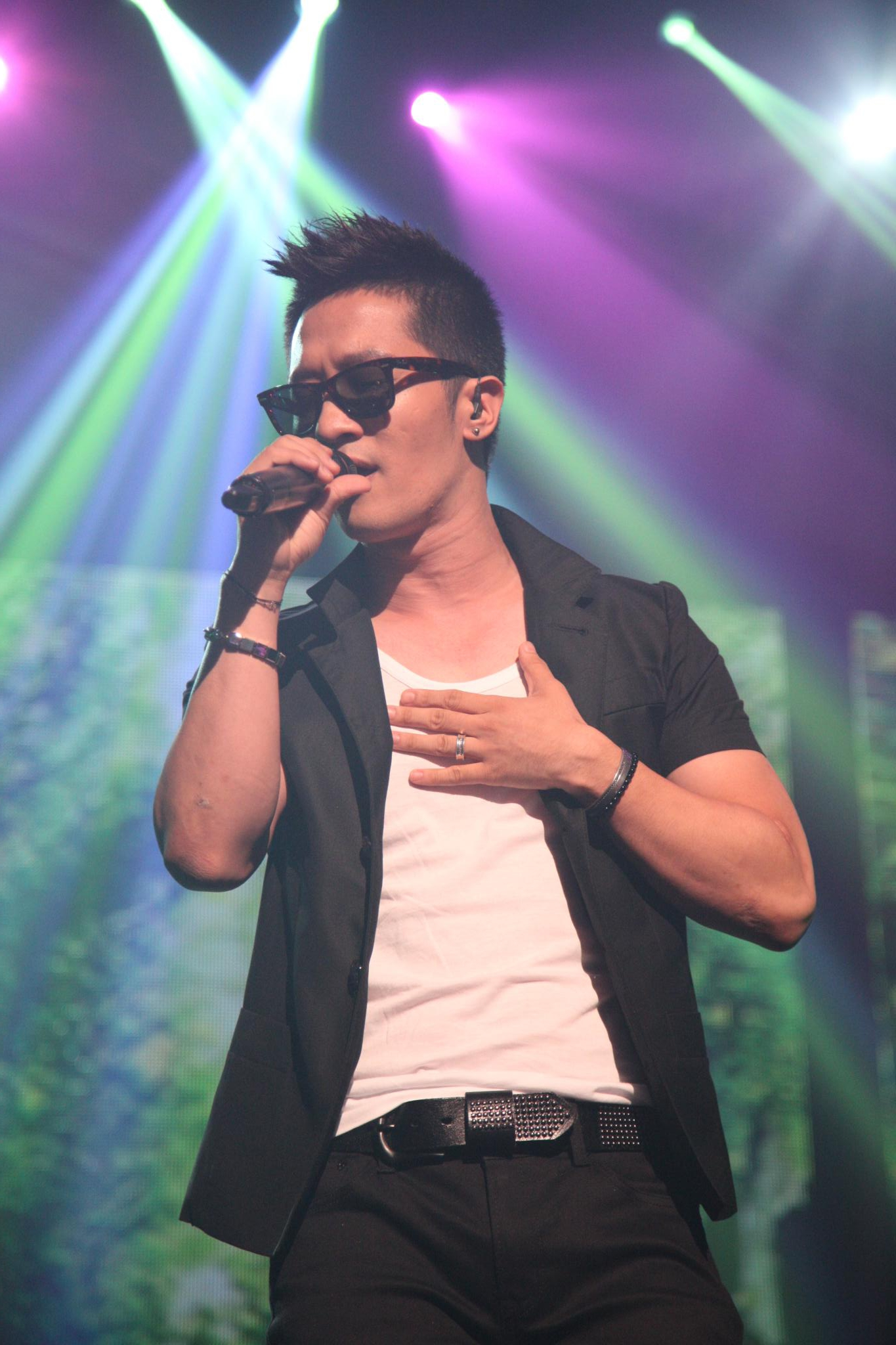
Alex Chu

## Díjak és elismerések
- 2010 MBC Drama Awards: Kiválóság-díj (színésznő): Kong Hjodzsin (Gong Hyo-jin)[5]
- 2010 MBC Drama Awards: Legjobb páros: I Szongjun (Lee Sun-kyun) és Kong Hjodzsin (Gong Hyo-jin)[5]